# Antoni Michalak (działacz komunistyczny)
Antoni Michalak (ur. 22 maja 1916, zm. 19 lutego 1991) – polski działacz komunistyczny, członek Zarządu Głównego Związku Patriotów Polskich, pułkownik Ludowego Wojska Polskiego, zastępca dowódcy Wojsk Lotniczych ds. polityczno-wychowawczych w latach 1947-1950.

## Życiorys
Pochodził z województwa poznańskiego, z rodziny robotników rolnych. W 1936 ukończył seminarium nauczycielskie, pracował w Łodzi, studiował także na Uniwersytecie Poznańskim. Od 1938 był członkiem Związku Polskiej Młodzieży Demokratycznej. Po wybuchu II wojny światowej znalazł się w ZSRR, pracował jako robotnik. od 1940 był członkiem Komsomołu. W 1941 został żołnierzem Armii Czerwonej. 
W 1943 został delegatem na I Zjazd Związku Patriotów Polskich, został członkiem jego Zarządu Głównego. Służył jako oficer polityczno-wychowawczy w Polskich Siłach Zbrojnych w ZSRR (tzw. Armii Berlinga). W 1944 został zastępcą komendanta Szkoły Oficerów Polityczno-Wychowawczych, w latach 1945-1947 był zastępcą komendanta Oficerskiej Szkoły Lotniczej Wojska Polskiego, jako oficer polityczny uczestniczył w walkach z podziemiem niepodległościowym. Od marca 1947 do sierpnia 1950 był zastępcą dowódcy Wojsk Lotniczych do spraw polityczno-wychowawczych, następnie został przeniesiony do rezerwy. Należał do Polskiej Partii Robotniczej, następnie do Polskiej Zjednoczonej Partii Robotniczej.
W latach 1957-1973 był kierownikiem Wydziału ds. Wyznań Powiatowej Rady Narodowej miasta Wrocławia, pełnił funkcję lektora w Komitecie Wojewódzkim PZPR we Wrocławiu, należał do Stowarzyszenia Ateistów i Wolnomyślicieli oraz Towarzystwa Krzewienia Kultury Świeckiej.
Opublikował wspomnienia Z przebytej drogi (1987), pośmiertnie wydano jego książkę Między niebem i piekłem. Opowieść o Stanisławie Skalskim (1996).
Został pochowany na Cmentarzu Osobowickim.